# 県町 (岐阜市)
県町（あがたまち）は、岐阜県岐阜市の町名。現行行政地名は県町1丁目から2丁目。郵便番号は500-8176（集配局:岐阜中央郵便局）。

## 地理
岐阜市中央部に位置し、東は清住町、西は神田町、南は長住町、北は長旗町に接する。

## 世帯数と人口
2024年（令和6年）4月1日現在の世帯数と人口は以下の通りである。
| 町丁      | 世帯数 | 人口 |
| --------- | ------ | ---- |
| 県町1丁目 | 14世帯 | 18人 |
| 県町2丁目 | 41世帯 | 59人 |
| 計        | 55世帯 | 77人 |

## 学区
市立小・中学校に通う場合、学区は以下の通りとなる。
| 地域 | 小学校             | 中学校             |
| ---- | ------------------ | ------------------ |
| 全域 | 岐阜市立白山小学校 | 岐阜市立梅林中学校 |

## 歴史

### 町名の由来
村社縣神社があることによる。

### 沿革
- 1909年（明治42年）6月8日 - 上加納（字長佐・西邸）の一部より、県町が成立[6]。
- 1954年（昭和29年）12月17日 - 長旗町2丁目・神田町8丁目・長住町2丁目・清住町1丁目の各一部を編入し1～2丁目を設置[4]。

## 施設
- 縣神社
- 中部電力パワーグリッド長住町変電所
- 岐阜キャッスルイン
- 岐阜中央郵便局（一部）
- ダイワロイネットホテル岐阜（一部）